# 敖姓
敖姓是中国姓氏之一，郡望在譙郡（今天的安徽省亳县），被收入《百家姓》。

## 起源
1. 源自古帝颛顼的老师太敖的后代。[原創研究？]
2. 出自芈姓。春秋時楚国国君姓芈，但因為被廢沒有谥号的君王，改稱「敖」，其后人以敖为氏。
3. 出自軒轅氏。武王克殷後，周天子封黃帝後裔於敖(今河南荥阳)，後被鄭國吞滅，其后人以敖为氏。[原創研究？]

## 郡望堂號
郡望在譙郡（今天的安徽省亳县）。

## 延伸阅读
[在维基数据编辑]
 《百家姓》
 《欽定古今圖書集成·明倫彙編·氏族典·敖姓部》，出自陈梦雷《古今圖書集成》

## 外部連結
- 敖姓的來源